# 阿爾夫峰 (上哈爾布施泰因阿爾卑斯山脈)
46°31′34″N 9°29′34″E / 46.52611°N 9.49278°E

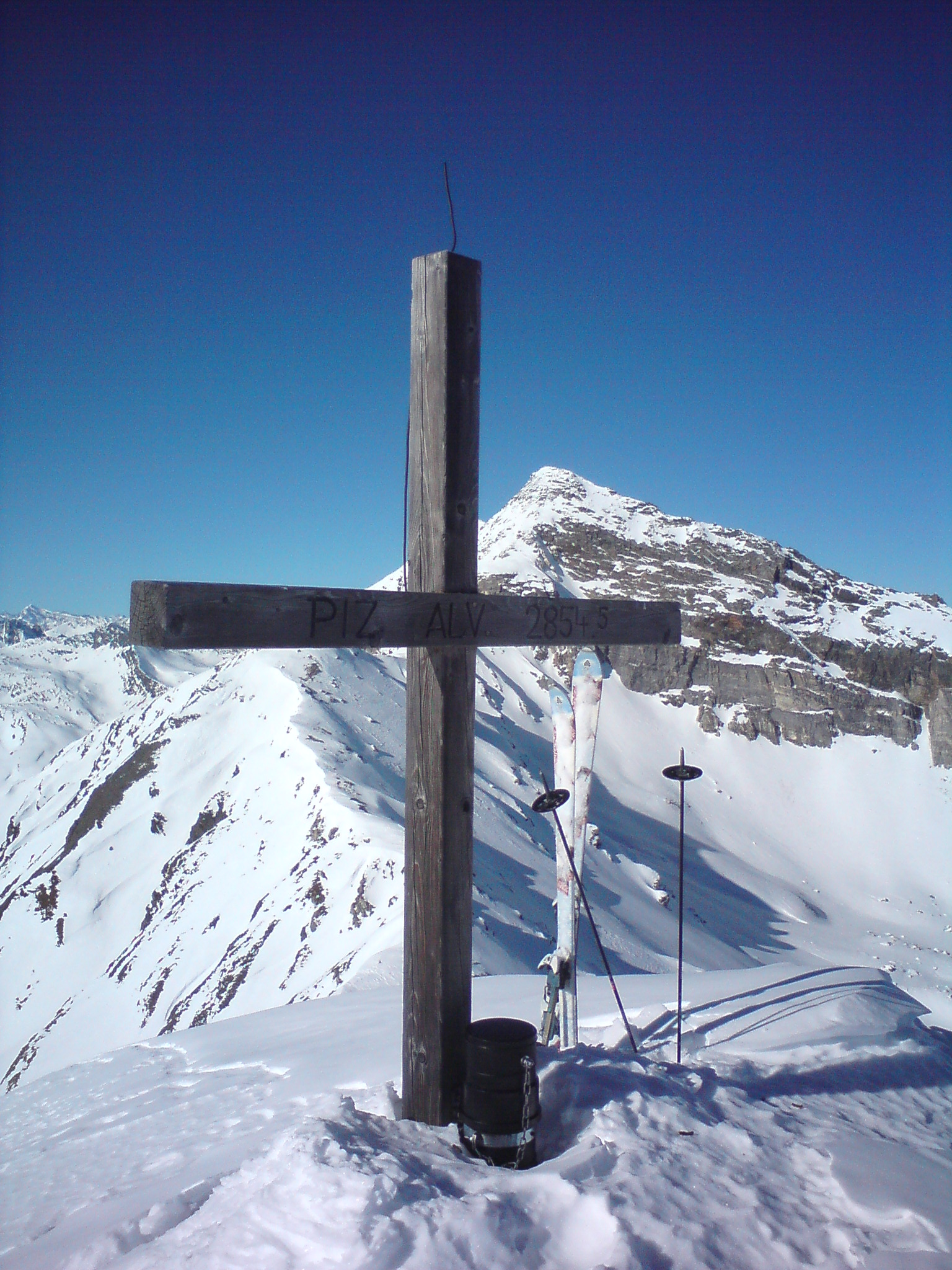

阿爾夫峰（Piz Alv），是瑞士的山峰，位於該國東南部，由格勞賓登州負責管轄，屬於上哈爾布施泰因阿爾卑斯山脈的一部分，海拔高度2,855米，每年平均降雨量1,693毫米。